# جيروذ صحراوي
الجَيْرُوذ الصحراوي أو الجَيْرُوذ المَرِح (الاسم العلمي: Neotoma lepida) هي نوع من الحيوانات تتبع جنس الجيروذ من فصيلة الفأرية.